# سد نیکورا
سد نیکورا (به لاتین: Ncora Dam) یک سد وزنی در آفریقای جنوبی است که در کیپ شرقی واقع شده‌است.